# Saint-Martin-des-Champs (Manche)
Saint-Martin-des-Champs ist eine ehemalige französische Gemeinde und heutige Commune déléguée mit 2493 Einwohnern (Stand: 1. Januar 2022) im Département Manche in der Region Normandie. Sie gehörte zum Arrondissement Avranches und zum Kanton Isigny-le-Buat. Sie wurde mit Wirkung vom 1. Januar 2019 nach Avranches eingemeindet. Die Einwohner werden Saint-Martinais genannt.

## Geographie
Saint-Martin-des-Champs liegt nahe der Atlantikküste. Umgeben wird Saint-Martin-des-Champs von den Nachbarorten Saint-Senier-sous-Avranches im Norden, Saint-Loup im Osten und Südosten, Saint-Quentin-sur-le-Homme im Süden, Le Val-Saint-Père im Westen sowie Avranches im Nordwesten.

## Geschichte
Zum 1. Januar 2019 wurde Saint-Martin-des-Champs nach Avranches, die damit zur Commune nouvelle wurde, eingegliedert. Seitdem ist Saint-Martin-des-Champs eine Commune déléguée. 

## Bevölkerungsentwicklung
| Jahr      | 1962 | 1968 | 1975 | 1982 | 1990 | 1999 | 2006 | 2012 |
| Einwohner | 493  | 675  | 1109 | 1388 | 1752 | 2094 | 2179 | 2268 |

## Sehenswürdigkeiten
- Kirche Saint-Martin aus dem 19. Jahrhundert

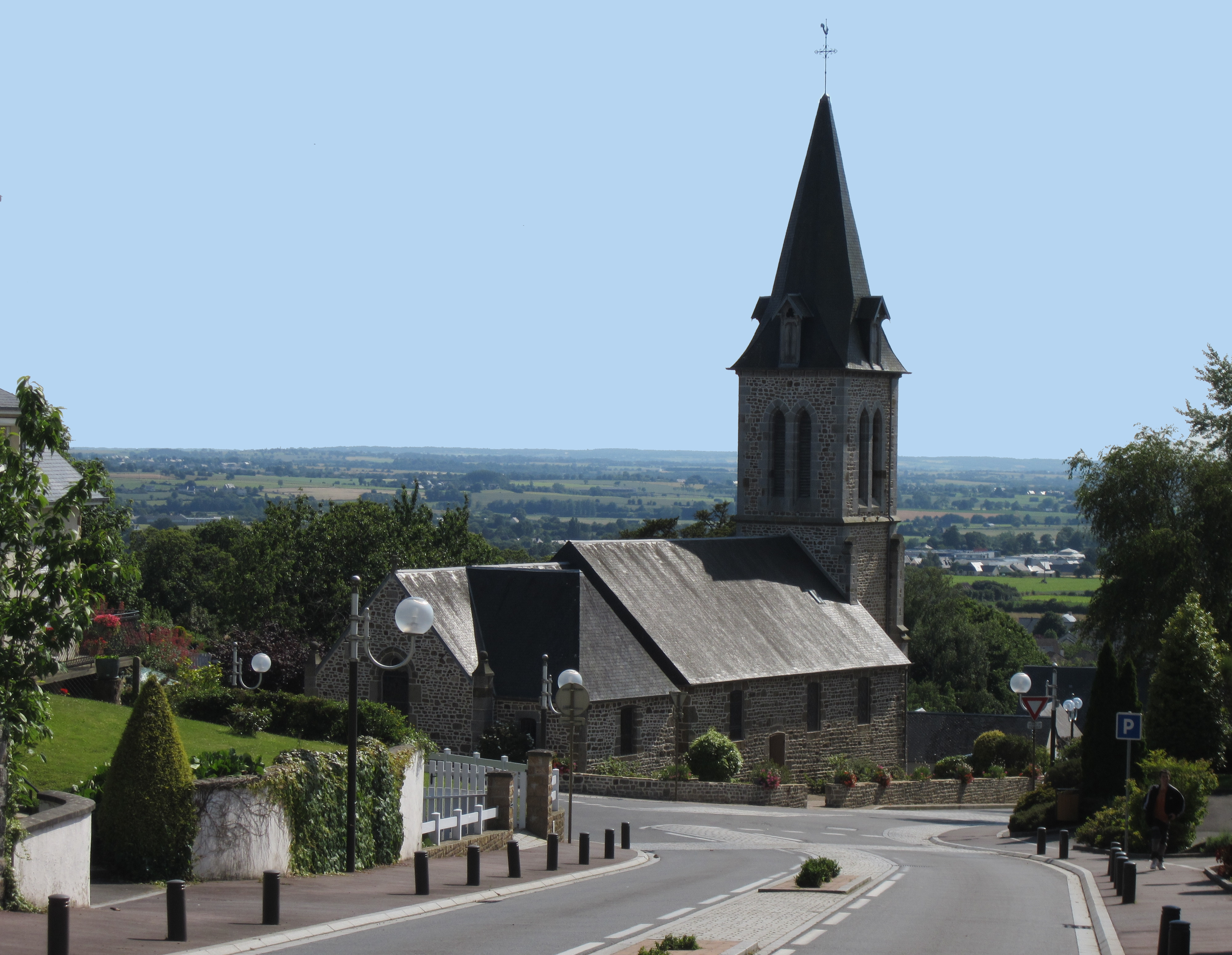
Kirche Saint-Martin

- Schloss Baffé
- Schloss Le Quesnoy